# دث (سیگار)
دث  (به انگلیسی: Death) یک برند سیگار ایجاد شده در بریتانیا است؛ که توسط شرکت تنباکوی انلایتند تولید می‌شده است. این برند در سال ۱۹۹۱ پایه‌گذاری گردید.
تولید سیگارهای این برند از سال ۱۹۹۹ متوقف شده‌است.